# 8188 Okegaya
8188 Okegaya (tên chỉ định: 1992 YE3) là một tiểu hành tinh vành đai chính. Nó được phát hiện bởi Yoshikane Mizuno và Toshimasa Furuta ở Kani, Gifu Prefecture, Nhật Bản, ngày 18 tháng 12 năm 1992. Nó được đặt theo tên the Okegaya Marsh ở Shizuoka Prefecture, Nhật Bản.